# Area intermedia
L'area intermedia è un'area geografica dell'America centrale, caratterizzata dal punto di vista archeologico, all'arrivo degli spagnoli, dalla presenza di chiefdom, a differenza delle società stato delle altre civiltà precolombiane.
La regione è compresa tra la Mesoamerica e le Ande centrali e comprende parte del territorio di Honduras ed Nicaragua, e tutti i territori di Costa Rica, Panama ed Colombia.
Questa zona culturale è stata varie volte considerata come una specie di "blocco culturale" , che contribuì poco allo sviluppo delle maggiori civiltà precolombiane, mentre in altri casi si è data maggior importanza alle culture in questa regione, in quanto potrebbero aver facilitato la trasmissione di conoscenze di vario genere tra i gruppi Maya, Aztechi e Inca situati a nord e a sud di essi.